# БаК (видавництво)
Видавництво «БаК» — українське видавництво, розташоване у Львові.
Спеціалізується на виданні художньої, наукової, науково-популярної та довідкової літератури.

## Продукція
- Книги
- Словники
- Підручники та посібники для ВНЗ
- Порадник користувача персонального комп'ютера
- Наукова та науково-популярна література
- Захист інформації в мережах
- Медична література
- Художня література
- Мистецтво
- Дитяча література

## Відзнаки
- Головна відзнака першого Всеукраїнського літературного конкурсу прозових україномовних видань «DNIPRO-BOOK-FEST» у номінації «Проза для підлітків» за книгу Еви Гати «Сім таємниць королівства Красолі»[1][2].
- Словник Святослава Караванського «Російсько-український словник складної лексики» серед лідерів Всеукраїнського рейтингу «Книжка року 2016» у номінації «Обрії»[3];
- Спеціальна відзнака ZontaClub Lviv-Zamok на Форумі видавців 2016 за книжку Еви Гати «Коріння світла»;
- Персональна відзнака президента Форуму видавців Олександри Коваль та спеціальна відзнака від Готелю Жорж на Форумі видавців 2014 за книгу Ореста Голубця «Сучасне мистецтво Львова».